# Reiko (nome)
Reiko  è un nome proprio di persona giapponese femminile.

## Origine e diffusione
Può significare "bella bambina" oppure "prossima bambina". Il nome Rei può essere un suo ipocoristico.

## Persone
- Reiko Aisawa, modella giapponese

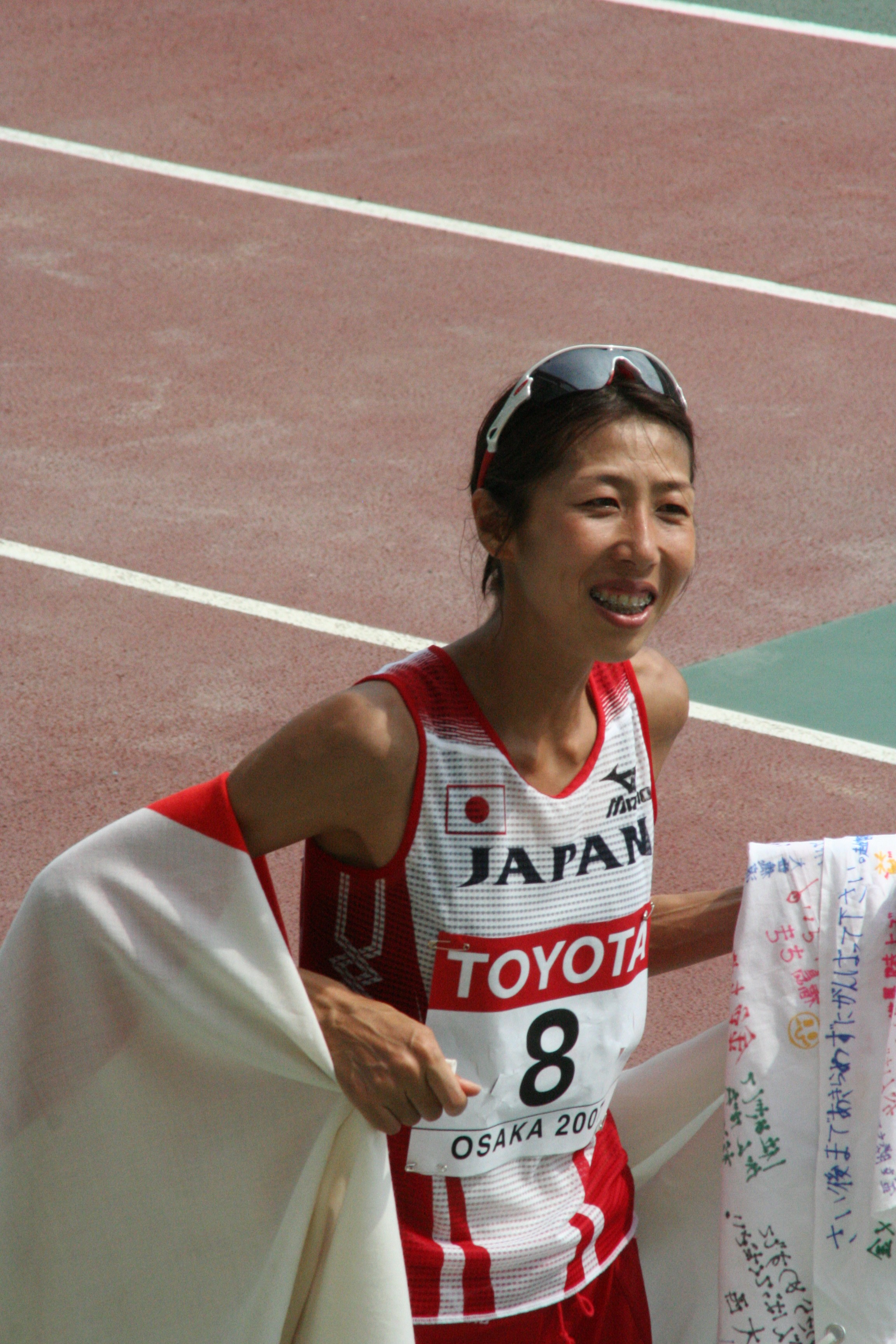
Reiko Tosa

- Reiko Aylesworth, attrice statunitense
- Reiko Ike, attrice e cantante giapponese
- Reiko Nakamura, nuotatrice giapponese
- Reiko Oshida, attrice e cantante giapponese
- Reiko Tosa, atleta giapponese
- Reiko Yoshida, sceneggiatrice e fumettista giapponese

## Il nome nelle arti
- Reiko è un personaggio del romanzo di Yukio Mishima Musica.
- Reiko è un personaggio del film del 1971 Girl Boss Blues: Queen Bee's Counterattack, diretto da Norifumi Suzuki.
- Reiko Katherine Akimoto è un personaggio della serie manga e anime Kochira Katsushika-ku Kameari kōen-mae hashutsujo.
- Reiko Kougyoku è un personaggio della serie animata Jewelpet.
- Reiko Matsubara è un personaggio della serie manga Tomie e del film del 2005 da essa tratto Tomie: Beginning, diretto da Ataru Oikawa.
- Reiko Natsume è un personaggio della serie manga Natsume Yuujinchou.
- Reiko Sawamura è un personaggio della visual novel Sakura no kisetsu.